# Guarayo (Sprache)
Das Guarayo, auch Guarayú oder Gwarayu ist eine indigene Sprache, die in Bolivien insgesamt von etwa 10.000 Personen gesprochen wird. Davon haben etwa 8.000 das Guarayo als Erstsprache. Die Sprecher des Guarayo leben mehrheitlich im bolivianischen Departamento Santa Cruz, und zwar vor allem in der Provinz Guarayos und hier besonders im Municipio Urubichá, wo das Guarayo die Sprache der Bevölkerungsmehrheit ist. Das Guarayo wird als Potentiell gefährdet eingestuft, da es in der Regel noch von allen Generationen gesprochen und auch an die jüngste Generation weitergegeben wird, es gegenüber dem Spanischen jedoch eine sehr niedrige Sprecherzahl hat.
Bei dem im paraguayischen Chaco gesprochenen Dialekt des Guaraní, der ebenfalls unter dem Namen Guarayo bekannt ist, handelt es sich um eine zwar verwandte aber gesonderte Sprache.
Das Guarayo gehört zu den Tupí-Guaraní-Sprachen.

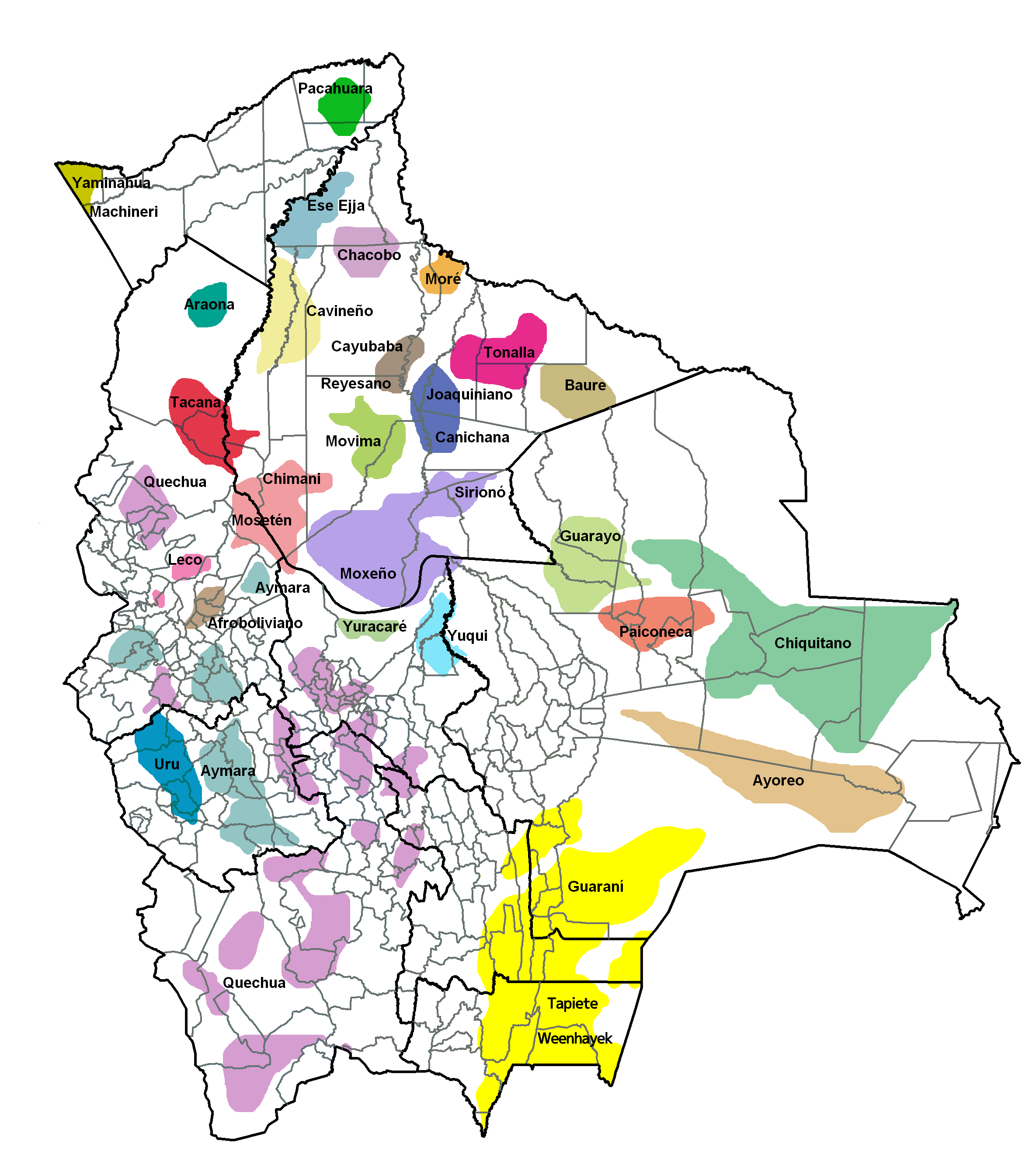

## Phonologie
|             | Vorne | Mitte | Hinten |
| ----------- | ----- | ----- | ------ |
| Geschlossen | i, ĩ  | ɨ, ɨ̃  | u, ũ   |
| Halboffen   | e, ẽ  |       | o, õ   |
| Offen       |       | a, ã  |        |

|           |                  | Bilabial | Alveolar | Palatal | Velar | Velar | Glottal |
| einfach   | lab.             | Bilabial | Alveolar | Palatal |       |       | Glottal |
| --------- | ---------------- | -------- | -------- | ------- | ----- | ----- | ------- |
| Nasal     | zentral          | m        | n        | ɲ       |       |       |         |
| Nasal     | post-plodiert    | mᵇ       | nᵈ       |         |       |       |         |
| Plosiv    | stimmlos         | p        | t        |         | k     | kʷ    | ʔ       |
| Plosiv    | prä-plodiert     |          |          |         |       | ᶢw    |         |
| Plosiv    | pränasaliert vl. | (ᵐp)     | (ⁿt)     |         | (ᵑk)  |       |         |
| Plosiv    | pränasaliert vd. |          |          |         | ᵑɡ    | ᵑᶢw   |         |
| Affrikate | Affrikate        |          | t͡s       | t͡ʃ      |       |       |         |
| Frikativ  | Frikativ         | β        | s        |         |       |       |         |
| Vibrant   | Vibrant          |          | ɾ        |         |       |       |         |
| Halbvokal | Halbvokal        |          |          | j       |       | w     |         |

- [ᵐp, ⁿt, ᵑk] sind Allophone von /p, t, k/ wenn Nasalvokale vorausgehen.[3]